# Gladiolus quadrangulus
Gladiolus quadrangulus är en irisväxtart som först beskrevs av Daniel Delaroche, och fick sitt nu gällande namn av Thomas Theodore Barnard. Gladiolus quadrangulus ingår i släktet sabelliljor, och familjen irisväxter. Inga underarter finns listade i Catalogue of Life.